# Leonor Tomásia de Távora, 3.ª Marquesa de Távora

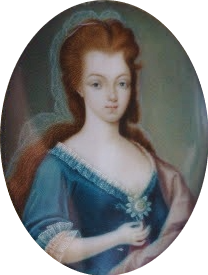
D. Leonor de Távora.

Leonor Tomásia de Lorena e Távora, 3.ª Marquesa de Távora (Mogadouro, 15 de março de 1700 — Lisboa, 13 de janeiro de 1759) foi uma nobre portuguesa do século XVIII, melhor conhecida por ter sido uma das vítimas executadas durante o Processo dos Távoras.

## Biografia

### Família e títulos nobiliárquicos
Filha de D. Luís Bernardo de Távora, o 5.º Conde de São João da Pesqueira (1677-1718), e de D. Ana de Lorena (1681-1748), esta filha do 1.° Duque de Cadaval, D. Leonor tornou-se a única herdeira de seu pai em 1716, quando o seu irmão, D. António Bernardo de Távora (1699-1716), morreu aos 17 anos. Dois anos mais tarde, seu pai também faleceu, e ela tornou-se, por direito, a 6.ª Condessa de São João da Pesqueira.
No dia 21 de fevereiro de 1718, dias depois de se tornar condessa, D. Leonor desposou em Mirandela o seu primo D. Francisco de Assis de Távora, filho mais velho de D. Bernardo de Távora, o 3.° Conde de Alvor e de D. Joana de Lorena. A Gazeta de Lisboa noticia o casamento, dizendo: "Francisco de Assis de Távora, filho primogénito do Conde de Alvor, se recebeo na Villa de Mirandella da Provincia de Traz os Montes, com a senhora D. Leonor de Távora, filha única, & herdeyra do Conde de S. João, & da Casa dos Marquezes de Távora, seus avós."
Deste casamento nasceram treze filhos, dos quais quatro chegaram à idade adulta:
- D. Mariana Raimunda Bernarda de Távora (1722-?), que desposou D. Jerónimo de Ataíde, 11.º Conde de Atouguia;
- D. Luís Bernardo de Távora (1723-1759), 4.° Marquês de Távora, executado juntamente com os pais, que desposou sua tia paterna D. Teresa de Távora e Lorena, amante do rei D. José I;
- D. Joana Bernarda de Távora e Lorena (1724-1724);
- D. Bernardo José António Filipe Baltazar de Távora (1725-1725);
- D. Margarida de Távora (1726-1735);
- D. Ana de Távora (1727-?);
- D. António de Távora (1728-1731);
- D. Leonor Tomásia de Lorena e Távora (1729-1790), que desposou D. João de Almeida Portugal, 2.º Marquês de Alorna, mãe da Marquesa de Alorna;
- D. Inês de Távora (1731-?);
- D. Nuno de Távora (1732-1732);
- D. Raimunda de Távora (1733-1735);
- D. José Maria de Távora (1736-1759), executado juntamente com os pais;
- D. Maria de Távora (?-1748).

Em 8 de fevereiro de 1721, o avô paterno de Leonor, D. António Luís de Távora (1656-1721), o 2.° Marquês de Távora, faleceu, e ela adquiriu mais um título nobiliárquico, o de 3.ª Marquesa de Távora. Em abril de 1744, com a morte do sogro, ela torna-se também, em virtude de seu matrimónio, Condessa de Alvor.

### Intrigas com a Coroa e morte

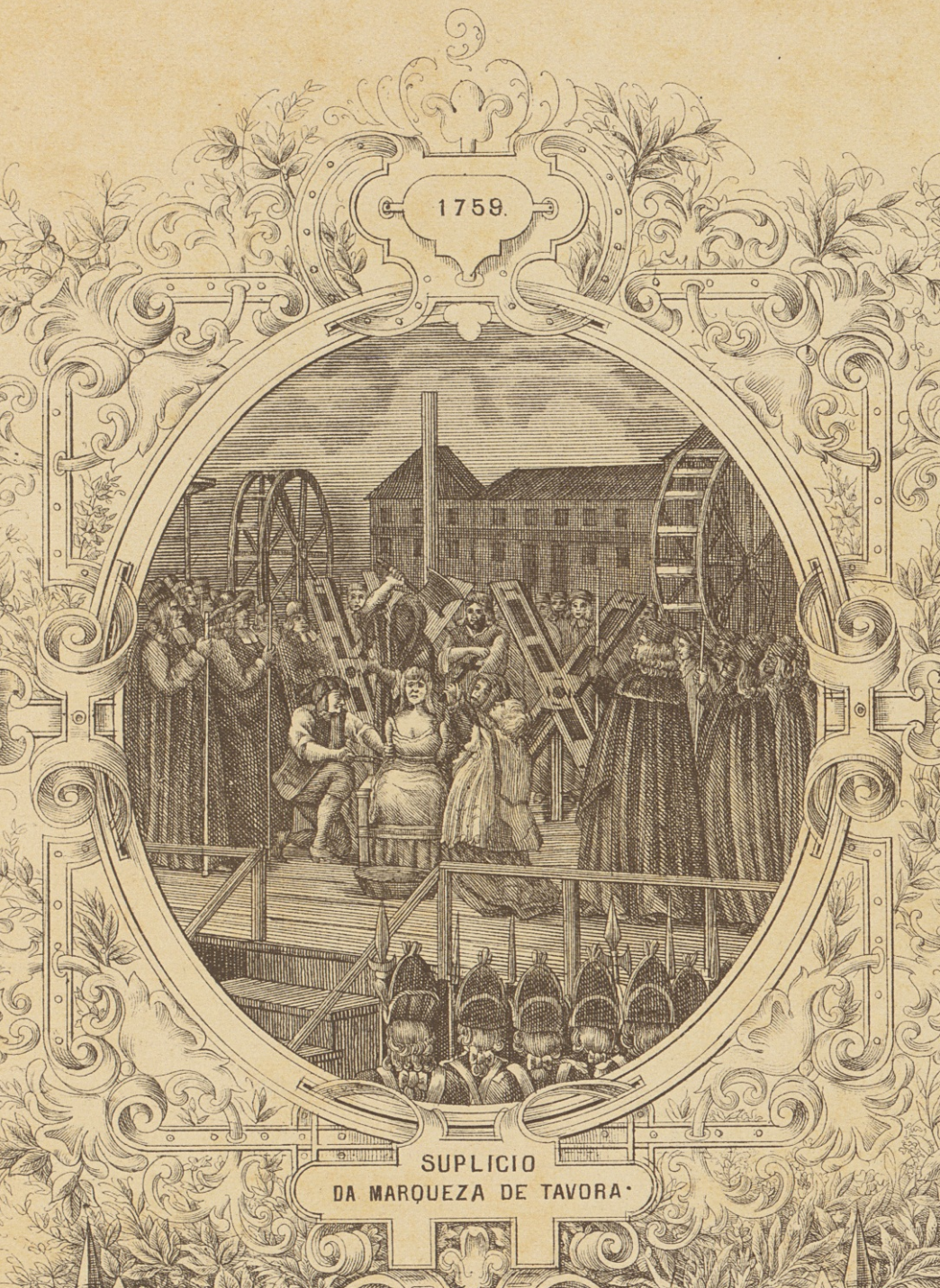
Suplício da Marquesa de Távora (Sociedade de Socorros Mútuos Marquês de Pombal).

Quando o seu marido se tornou Vice-Rei das Índias, D. Leonor de Távora acompanhou-o em viagem ao Oriente, onde escreveu uma carta aos filhos, relatando as viagens, documentos hoje arquivados na Torre do Tombo - "Carta que a Exma. Senhora Marqueza de Tavora escreveu para seus Filhos, estando na India".
Não ocultava o desdém que sentia por Sebastião José de Carvalho e Melo, o Marquês de Pombal, e sua oposição ao ministério dele. Ligada aos jesuítas, D. Leonor tinha no padre Gabriel Malagrida não só o seu conselheiro espiritual, como também director de suas acções. Logo sua casa se tornou um foco de oposição contra Pombal, o qual estava ciente disso. A origem da situação, no entanto, crê-se residir no facto de D. Leonor exigir a anulação canónica do casamento de seu filho mais velho com a amante do rei, D. Teresa de Távora e Lorena, sua cunhada e sua nora. A posição adoptada pela Marquesa de Távora relativamente à situação, desagradou grandemente o rei, o qual mandou o seu ministro Sebastião José de Carvalho e Melo, tentar persuadir os Marqueses de Távora de que D. Teresa deveria retomar a vida conjugal normal com o marido Luís Bernardo de Távora. Porém, os Marqueses foram irredutíveis, D. José I requereu pessoalmente a D. Francisco de Assis que fosse esquecido o "suposto affair" de D. Teresa, em troca de favores e títulos no governo. D. Francisco de Assis declinou a proposta do rei, irritando-o mais profundamente.
Em 3 de setembro de 1758, o rei visita D. Teresa sua amante, ao regressar do encontro com a Marquesa-nova, a carruagem toma a estrada de volta ao Paço. Por volta das onze e meia da noite, homens encapuzados abriram fogo sobre a carruagem que transportava o soberano, ferindo-o assim como ao cocheiro. Contudo, o súbdito conseguiu escapar, conduzindo o rei até à casa do Marquês de Angeja, na Junqueira, tendo lá permanecido até alvorecer. Regressou, então, ao Paço numa carruagem real, escoltado por um corpo de militares. D. José ordenou que o seu predilecto ministro, Carvalho e Melo, levasse a cabo uma investigação sobre o atentado. Sendo assim, o ministro aproveitou a situação como pretexto para atear um processo de perseguição aos seus maiores opositores, nomeadamente a família Távora, culpando e incriminando sectores do clero e da nobreza pelos crimes de Traição.
Acusada, sem provas objectivas, de ter sido a primeira instigadora da tentativa de assassinato do rei D. José I, a Marquesa de Távora, bem como todos os seus parentes, foi presa em sua casa, na noite de 13 de dezembro de 1758, e levada ao Palácio de Belém, onde esteve presa no Pátio dos Bichos. No dia 12 de janeiro de 1759, a sua sentença foi dada: ela seria decapitada e a sua cabeça exposta ao público, e todos os seus bens seriam confiscados pela Câmara Real. A morte dela, de seu marido e de seus filhos Luís Bernardo e José Maria, dentre outras pessoas tornaram o cruel e sangrento episódio, na História de Portugal, conhecido como "O Processo dos Távoras". 
A execução da sentença ocorreu em Belém, no Cais Grande, onde se construiu especialmente para tal feito um alto e grande patíbulo, em madeira, sobre o qual se achavam os postes, as rodas, as aspas e outros utensílios. No dia 13 de janeiro de 1759 D. Leonor, a única mulher a ser executada no Processo dos Távoras, foi decapitada. Os restos mortais foram posteriormente queimados e as cinzas lançadas ao Rio Tejo. Mais tarde foi reabilitada a título póstumo, já no reinado de D. Maria I, quando foi promovida a revisão do processo, de que foi passada sentença absolutória de todos os réus à excepção do Duque de Aveiro.